# ФК „Чънду“
ФК „Чънду“ (на китайски: 成都蓉城足球俱乐部; на английски: Chengdu Rongcheng Football Club) е китайски професионален футболен клуб, базиран в Чънду, Съчуан. Домашният стадион на отбора е „Ченгду Финикс Хил“ с капацитет от 50 695 места. В момента клубът участва в дивизията на Китайската суперлига по лиценз на Китайската футболна асоциация (CFA). Основателят на клуба и негов мажоритарен акционер е Chengdu Better City Investment Group Co., Ltd.